# 言挙げ
言挙げ（ことあげ）とは、日本の神道において宗教的教義・解釈を「ことば」によって明確にすることを言う。

## 概要
『古事記』の中巻には、伊吹山の神を討ち取りに出かけたヤマトタケルが白猪に遭い、「これは神の使者であろう。今は殺さず帰る時に殺そう」と「言挙げ」する場面がある。この際の用例が現存最古のものとされる。またこのヤマトタケルによる言挙げがその慢心によるものであったため、神の祟りによって殺されてしまった。このため、次のように解釈されている。
自分の意志をはっきりと声に出して言うことを「言挙げ」と言い、それが自分の慢心によるものであった場合には悪い結果がもたらされる（「言霊」の項より引用）
ただし、「ことば」は広義には「身振り」など音声以外の要素も含むものであり、「身振り」（所作）を重んじるとする現在の多くの神道諸派も、広義には「ことば」を重視するものとされている（「言語」参照）。